# Макинский, Теймур-бек
Теймур бек Макинский (азерб. Teymur bəy Makinski; 1874 — ?) — азербайджанский политический и государственный деятель.

## Биография
Теймур бек Мухаммед Кулу-хан оглу Макинский родился в 1874 году в городе Эривань. Род Макинских, будучи потомками проживающих в Эривани ханов Маку, был близким родственником продолжателей рода Эриванских ханов. Теймур бек Макинский закончил Эриванскую гимназию, а затем юридический факультет Варшавского университета.
C 1910 года Теймур бек Макинский товарищ прокурора Екатеринодарского окружного суда, коллежский асессор. С 1913 года коллежский советник.
В 1916—1917 гг. член Екатеринодарского окружного суда, коллежский советник.
Макинский был одним из активных участников национально-освободительного движения, начавшегося в Азербайджане в начале XX века. Был членом Мусульманской фракции Закавказского сейма, а после его самороспуска стал членом Национального совета Азербайджана.
Согласно закону Национального совета от 19 ноября 1918 года «Об образовании Азербайджанского Парламента», он без выборов был включен в состав Парламента Азербайджанской Демократической Республики. 26 декабря 1918 года был избран в парламентскую Комиссию по выборам в Учредительное собрание. Т. Макинский с июня по октябрь 1918 года проработал заместителем министра юстиции азербайджанского правительства, а с 20 октября до конца декабря был дипломатическим представителем Азербайджанской Демократической Республики при армянском правительстве. Он был избран председателем правления землячества мусульман Эриванской губернии, которое было учреждено в январе 1919 года в Баку с целью защиты проживающих в Эриванской губернии азербайджанцев от армянского деспотизма (произвола).
С 26 декабря 1918 года по 14 марта 1919 года Теймур бек Макинский занимал пост министра юстиции в 3-м правительственном кабинете Фатали хана Хойского. 7 июля 1919 года был переведён на должность председателя Азербайджанского военного суда. А в марте 1920 года он вновь был назначен на должность дипломатического представителя Азербайджанской Демократической Республики при армянском правительстве.
После падения Азербайджанской Демократической Республики 15 мая 1920 года армянским правительством была прекращена деятельность дипломатического представительства в Эривани. Прокуратура Армении возбудила уголовное дело против Т. Макинского по причине того, что он, будучи главой дипломатического представительства, оказал материальную помощь проживающим в Зангибасаре соотечественникам. Однако, при содействии постоянного представительства Грузии в Армении он смог тайно покинуть Эривань и 28 мая прибыл в Тифлис.
К сожалению, достоверных сведений о дальнейшей судьбе Теймур бека Макинского нет. Двоюродный брат Теймур бека Макинского Аббасали бек Макинский, окончивший в 1908 году юридический факультет Императорского Санкт-Петербургского университета, работал в постоянном представительстве азербайджанского правительства в Эривани. На дипломатических переговорах он защищал права азербайджанцев, так как владел русским, английским, французским и немецким языками. Аббасали бек Макинский был одним из активистов Аразо-Тюркского правительства, образованного в Нахичеване осенью 1918 года.